# Les Pays-d'en-Haut
Les Pays-d'en-Haut è una municipalità regionale di contea del Canada, localizzata nella provincia del Québec, nella regione di Laurentides.
Il suo capoluogo è Sainte-Adèle.

## Suddivisioni
City e Town
- Estérel
- Sainte-Adèle
- Sainte-Marguerite-du-Lac-Masson
- Saint-Sauveur

Municipalità
- Lac-des-Seize-Îles
- Morin-Heights
- Piedmont
- Saint-Adolphe-d'Howard
- Wentworth-Nord

Parrocchie
- Sainte-Anne-des-Lacs